# قانون اساسی ۲۰۰۴ افغانستان
قانون اساسی جمهوری اسلامی افغانستان عالی‌ترین سند حقوقی در جمهوری اسلامی افغانستان بود. این قانون دارای ۱۲ فصل و ۱۶۲ ماده می‌باشد. کار بررسی و تصویب این قانون در لویه جرگهٔ قانون اساسی، در ۲۲ قوس ۱۳۸۲ آغاز شد و در ۱۴ جدی همان سال به تصویب رسید. در این قانون به دموکراسی، حقوق فردی و انتخابات به‌خوبی توجه شده بود. هم‌چنین به‌منظور جلوگیری از کودتا، فرماندهان و نیروهای قوای مسلح افغانستان حق اشتراک در هیچ‌یک از احزاب سیاسی را نداشتند. این قانون در یک جلد که دارای ۲۸۶ صفحه بود در مطبعهٔ دولتی به چاپ رسید. قانون اساسی تنظیم‌کنندهٔ یک شهر و مدافع حقوق مردم است.

## تاریخچهٔ تصویب قانون اساسی در افغانستان
برای نخستین‌بار در تاریخ افغانستان در سال ۱۳۰۳ ه‍.خ در دوران سلطنت شاه امان‌الله قانونی به نام «نظامنامه» به نشر رسید، که به سلسلهٔ این نظام‌نامه، دولت‌های مختلف روی کار آمده و تغییرات در قانون به وجود آوردند.
- ۱. نظام‌نامهٔ دولتی عالیه افغانستان: این نظام‌نامه در ۷۳ ماده در ۱۰ حوت سال ۱۳۰۱ ه‍.خ از طرف لویه جرگهٔ مشرقی و در ۲۰ حمل سال ۱۳۰۲ ه‍.خ از طرف لویه جرگهٔ پغمان به تصویب رسید.
- ۲. اصول اساسی دولت عالیهٔ افغانستان: در زمان محمد نادر شاه خان در ماه میزان ۱۳۰۹ ه‍.خ در ۱۱۰ ماده به تصویب رسید.
- ۳. قانون اساسی ۱۳۴۳ ه‍.خ: این قانون در ۲۹ سنبلهٔ سال ۱۳۴۳ در یازده فصل ۱۲۸ ماده در زمان محمد ظاهر شاه به تصویب لویه جرگه رسید.
- ۴. قانون اساسی ۱۳۵۵ ه‍.خ: این قانون در زمان زمامداری محمد داود خان در ۱۳ فصل ۱۳۶ ماده در ۲۵ دلو ۱۳۵۵ از طرف لویه جرگه به تصویب رسید.
- ۵. اصول اساسی جمهوری دموکراتیک افغانستان، ۱۳۵۹ ه‍.خ: این اصول به‌طور موقت پس از فیصلهٔ شورای انقلابی ج.د.ا در ۶۸ ماده به تاریخ ۲۵ حمل سال ۱۳۵۹ ه‍.خ در زمان ببرک کارمل به تصویب رسید.
- ۶. قانون اساسی ۱۳۶۶ ه‍.خ: این قانون در ۸ قوس سال ۱۳۶۶ در ۱۳ فصل ۱۳۹ ماده در زمان زمامداری دکتور محمد نجیب‌الله از طرف لویه جرگه به تصویب رسید.
- ۷. قانون اساسی ۱۳۶۹: این قانون در واقع تعدیل قانون ۱۳۶۶ می‌باشد. این قانون در ۸ جوزا سال ۱۳۶۹ به تصویب رسید.
- ۸. در ۸ ثور ۱۳۷۱ حکومت مجاهدین به ریاست صبغت‌الله مجددی و در اسد ۱۳۷۱ حکومت برهان الدین ربانی در افغانستان روی کار آمد که تا سقوط نظام طالبان مجاهدین از قانون اساسی دکتر محمد نجیب الله با تغیرات کلمات دینوی استفاده می‌کردند.
- ۹. امارات اسلامی طالبان قانون اساسی نداشتند.
- ۱۰. قانون اساسی ۱۳۸۲: این قانون در ۱۲ فصل ۱۶۲ ماده در تاریخ ۲۲ قوس تا ۱۴ جدی سال ۱۳۸۲ از طرف لویه جرگه به تصویب رسید. این قانون در زمان زمامداری حامد کرزی رئیس‌جمهوری انتقالی دولت جمهوری اسلامی افغانستان تصویب گردید.